# Englische Cricket-Nationalmannschaft in Sri Lanka in der Saison 1992/93
Die Tour der englischen Cricket-Nationalmannschaft nach Sri Lanka in der Saison 1992/93 fand vom 10. bis zum 20. März 1993 statt. Die internationale Cricket-Tour war Bestandteil der Internationalen Cricket-Saison 1992/93 und umfasste einen Test und zwei ODIs. Sri Lanka gewann die Test-Serie 1–0 und die ODI-Serie 2–0.

## Vorgeschichte
Sri Lanka spielte zuvor ein Drei-Nationen-Turnier, England eine Tour in Indien.
Das letzte Aufeinandertreffen der beiden Mannschaften fand in der Saison 1991 in England statt.

## Stadien
Die folgenden Stadien wurden für die Tour als Austragungsort vorgesehen.
| Stadion                            | Stadt    | Kapazität | Spiele  |
| ---------------------------------- | -------- | --------- | ------- |
| R. Premadasa Stadium (RPS)         | Colombo  | 35.000    | 1. ODI  |
| Sinhalese Sports Club Ground (SSC) | Colombo  | 10.000    | 1. Test |
| Tyronne Fernando Stadium           | Moratuwa | 16.000    | 2. ODI  |

## Kaderlisten
Die folgenden Kader wurden von den Mannschaften benannt.
| Test | Test | ODI | ODI |
| Sri Lanka | England | Sri Lanka | England |
| --- | --- | --- | --- |
| - Aravinda de Silva - Ashley de Silva - Asanka Gurusinha - Chandika Hathurusingha - Sanath Jayasuriya - Roshan Mahanama - Muttiah Muralitharan - Champaka Ramanayake - Arjuna Ranatunga - Hashan Tillakaratne - Jayananda Warnaweera | - Mike Atherton - John Emburey - Neil Fairbrother - Mike Gatting - Graeme Hick - Paul Jarvis - Chris Lewis - Devon Malcolm - Mike Smith - Alec Stewart - Phil Tufnell | - Asanka Gurusinha - Chandika Hathurusingha - Sanath Jayasuriya - Ruwan Kalpage - Roshan Mahanama - Champaka Ramanayake - Arjuna Ranatunga - Hashan Tillakaratne - Pramodya Wickramasinghe | - Phil DeFreitas - John Emburey - Neil Fairbrother - Mike Gatting - Graeme Hick - Paul Jarvis - Chris Lewis - Devon Malcolm - Dermot Reeve - Ian Salisbury - Mike Smith - Alec Stewart - Paul Taylor |

## One-Day Internationals

### Erstes ODI in Colombo
| 10. März Scorecard | Colombo (RPS) | Sri Lanka 250-5 (47/47)                        | – | England 170 (36.1/38) |
|                    |               | Sri Lanka gewinnt mit 32 Runs (revised target) |   |                       |

### Zweites ODI in Moratuwa
| 20. März Scorecard | Moratuwa | England 180 (48.5)              | – | Sri Lanka 183-2 (35.2) |
|                    |          | Sri Lanka gewinnt mit 8 Wickets |   |                        |

## Test in Colombo
| 13. – 18. März Scorecard | Colombo (SSC) | England 380 (130.1) & 228 (66)  | – | Sri Lanka 469 (156.5) & 142-5 (42.4) |
|                          |               | Sri Lanka gewinnt mit 5 Wickets |   |                                      |